# Ніконова Валентина Геннадіївна
Валентина Геннадіївна Ніконова (5 березня 1952 , Казань ) — радянська фехтувальниця на рапірах, олімпійська чемпіонка 1976 року, чемпіонка світу.

## Виступи на Олімпіадах
| Олімпіада     | Дисципліна      | Місце |
| ------------- | --------------- | ----- |
| Монреаль 1976 | командна рапіра | 1     |